# Oranienorden

Oranienordens flagga.

Oranienorden, orangeorden, (engelska: Orange Order), är ett protestantiskt ordenssällskap som är verksamt i Nordirland, men finns på många andra håll i den anglosaxiska världen. Det grundades i Loughgall på Irland 1795. Orden vill i Nordirland bevara banden med Storbritannien och har också en stark ställning i Irländska kyrkan. Ulster Unionist Party UUP hade formella band med orden fram till 2005.

## Historia

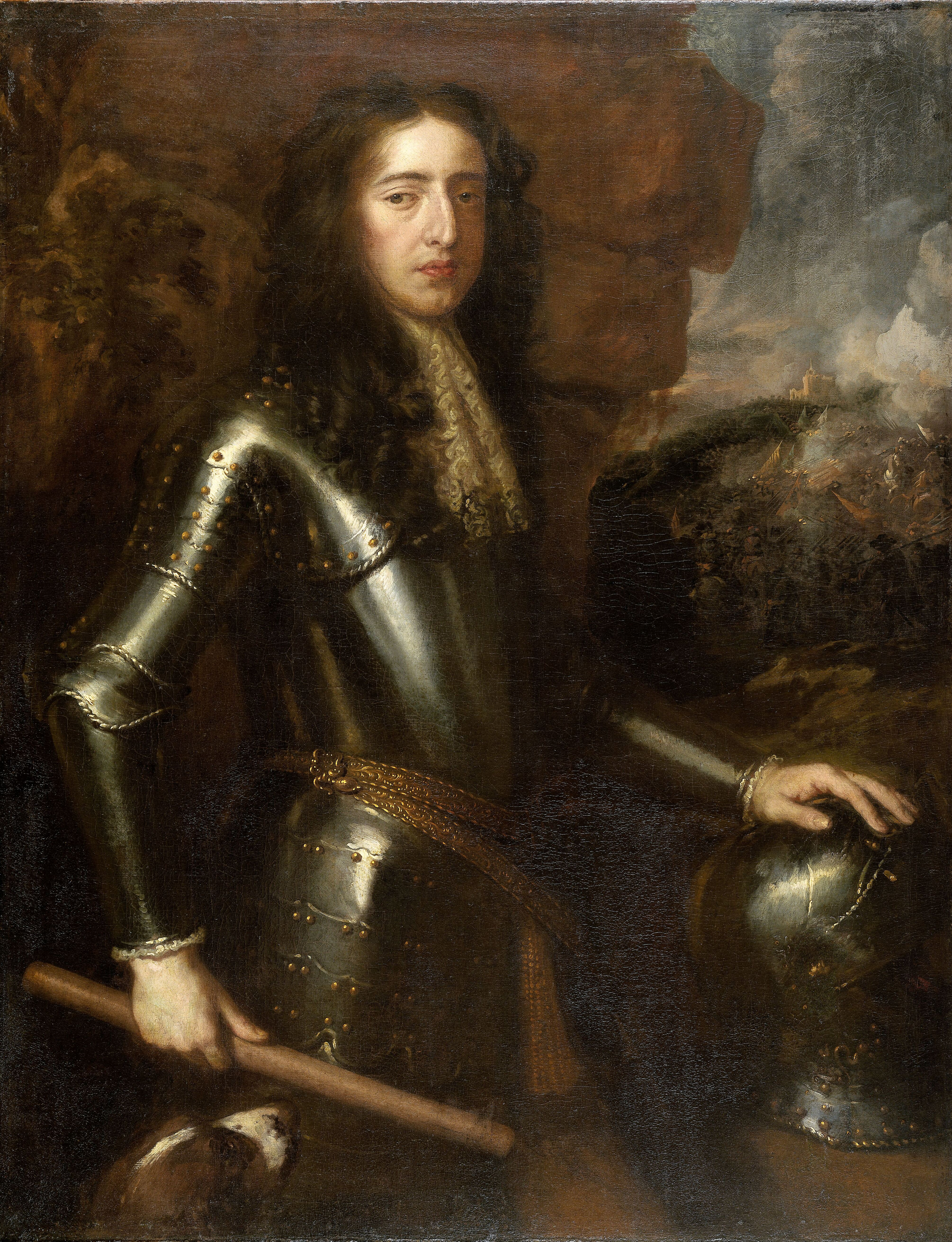
Vilhelm av Oranien, senare Vilhelm III av England.

Orden har sitt ursprung i gatugänget Peep o' Day boys, bildat 1774, som var motståndare mot det katolska förbundet Catholic defenders. Efter en sammandrabbning mellan de två grupperna år 1795 bildades Oranienorden av medlemmar från Peep o'Day boys. Namnet valdes för att hylla den protestantiska kungen Vilhelm av Oranien, senare känd som Vilhelm III av England. De årliga marscherna som orden genomför än idag firar bland annat hans segrar mot katolska Jakob II av England och Irland i slaget vid Boyne år 1690.
Orden vann till en början stor utbredning i England och i kolonierna, och under åren 1828-35 var siktet inställt på göra sin stormästare, hertigen av Cumberland till kung, men han tvingades till att lägga ned sin stormästarvärdighet och upplösa de engelska logerna. På Irland levde dock orden kvar och rekonstruerades 1885 för att bekämpa Home rule för Irland. År 1912 organiserades motståndet mot Home rule genom ett massundertecknat manifest och genom Ulster Volunteer Force.

## Kontroverser

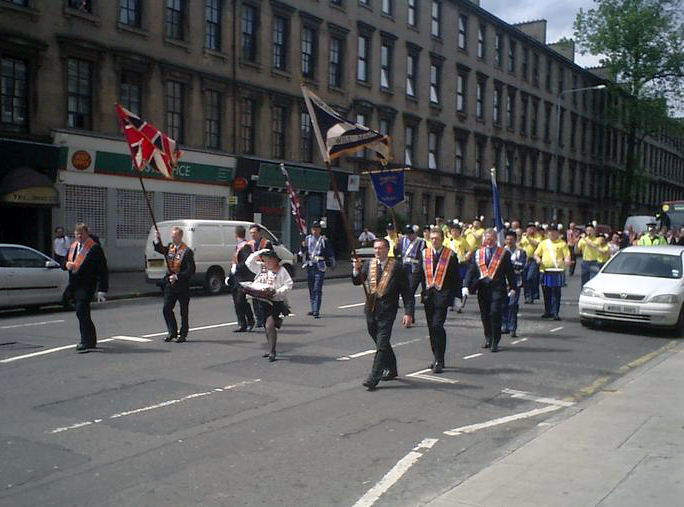
Oranienorden marscherar i Glasgow i Skottland 2003.

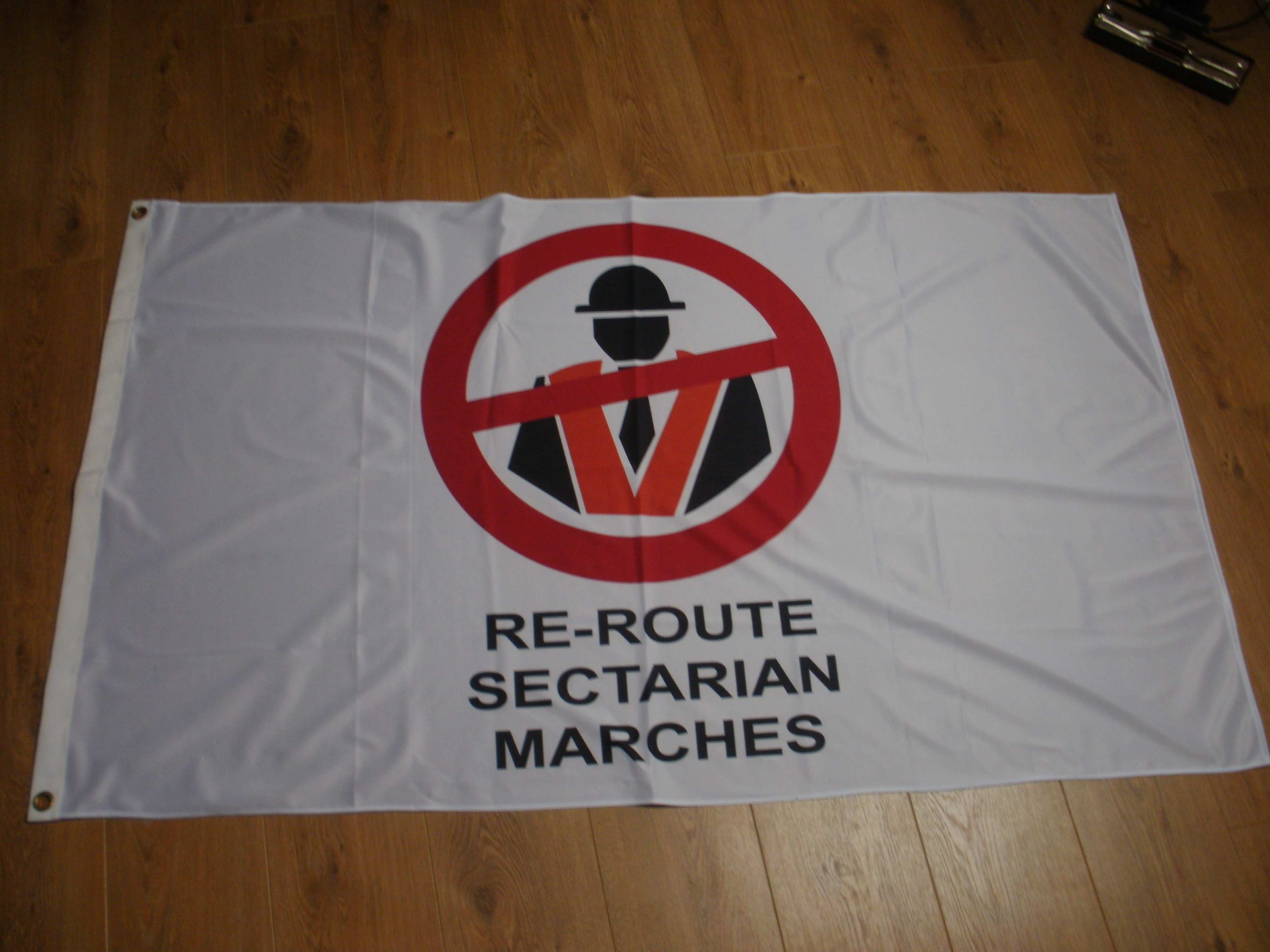
En flagga som förespråkar anti-Oranierordens marcher.

En tradition i orden är att fira protestantiska militära segrar som slaget vid Boyne, slaget vid Aghrim och landstigningen vid Torbay genom årliga marscher. Dessa marscher har provocerat den katolska befolkningen i Nordirland eftersom orden varit på unionisternas sida i konflikten i Nordirland,  något som tidvis har lett till våldsamma sammandrabbningar.
Orden har blivit anklagad för att stötta paramilitära protestantiska grupper i Nordirland eftersom ordensmedlemmar har blivit dömda för dåd. Orden förnekar inblandning och ser det som enskilda medlemmar som handlat på egen hand.

## Ny tid
I juli 2007 gick Oranienordens årliga marscher för första gången på länge utan sammanstötningar. Oranienorden har försökt göra marscherna så lite provocerande som möjligt utan militärer och med minimerad marschmusik. Till och med när marschen drog genom katolska kvarter i Belfast och Derry där hundratals IRA-män bor uteblev protesterna. Viss kritik mot DUPs Ian Paisley från en minoritet i marscherna anses visa åsikten att de som hade satt sig i regering med Sinn Fein hade svikit Oranieorden.